# 圣玛丽亚-卡普阿韦泰雷
圣玛丽亚-卡普阿韦泰雷（義大利語：Santa Maria Capua Vetere）是意大利卡塞塔省的一个市镇。总面积15.76平方公里，人口33521人，人口密度2127.0人/平方公里（2009年）。ISTAT代码为061083。